# Cadaba kassasii
Cadaba kassasii är en kaprisväxtart som beskrevs av Jindřich Chrtek. Cadaba kassasii ingår i släktet Cadaba och familjen kaprisväxter. Inga underarter finns listade i Catalogue of Life.